# Karabin maszynowy AAT M52
AAT M52 (Arme Automatique Transformable Modèle 52) – francuski uniwersalny karabin maszynowy.
W latach 1946–1951 armia francuska była zaangażowana w konflikt zwany I wojną indochińską. Walki wykazały, że armia francuska używająca przedwojennej broni francuskiej, broni amerykańskiej i zdobycznej broni niemieckiej ma olbrzymie problemy z zaopatrzeniem w amunicję.
Jako pierwsze wprowadzono do uzbrojenia w 1949 roku karabin samopowtarzalny MAS 49 i pistolet maszynowy MAT 49. Pozostał jednak problem ciężkiej broni maszynowej. Używany przez piechotę rkm MAC 1924/29 strzelał tą samą amunicją co karabin MAS 49, ale był bronią zasilaną z magazynka, o niewielkiej szybkostrzelności praktycznej, a ckm Browning M1919 i ukm MG 42 strzelały amunicją nietypową co powodowało znaczne problemy logistyczne. Dlatego postanowiono zastąpić te dwa typy broni nową konstrukcją.
Nowy karabin maszynowy powstał w Manufacture Nationale d’Armes de Chatellerault (MAC). Podobnie jak MG 42 był to uniwersalny karabin maszynowy. Z MG 42 zapożyczono także taśmę Gurt 34. Została ona przez francuzów zmodyfikowana i w rezultacie z taśmy segmentowej zmieniła się w rozsypną. Z Browninga M1919 wykorzystano podstawę trójnożną M2. Nowy karabin maszynowy strzelał standardową francuską amunicją 7,5 × 54 mm. Nowa broń została przyjęta do uzbrojenia w 1952 roku jako AAT M52.
AAT M52 był dostarczany armii francuskiej w kilku wersjach:
1. jako rkm – z lufą lekką, dwójnogiem i podporą tylca
2. jako ckm – z lufą ciężką i podstawą trójnożną M2
3. jako broń pokładowa – montowany zewnętrznie (bez kolby), lub sprzężona (bez kolby z elektrospustem)

W następnych latach powstała wersja eksportowa kalibru 7,62 × 51 mm NATO oznaczona NF-1. Ma ona większą szybkostrzelność teoretyczną (900 strz./min) i może być zasilana ze standardowej taśmy rozsypnej NATO M13 (lub odpowiednio zmodyfikowanej taśmy francuskiej). Zmienił się także producent broni ponieważ produkcję AAT M52 przeniesiono do zakładów Manufacture Nationale d’Armes de Tulle (MAT) (obecnie część koncernu GIAT).
Pod koniec lat 70. XX wieku armia francuska wycofała z uzbrojenia karabiny MAS 49 i rkm-y MAC 1924/29. W ten sposób jedynymi typami broni francuskiej zasilanej nabojem 7,5 × 54 mm zostały ukm-y AAT M52 i karabiny wyborowe FR F1. Ponieważ planowano także wycofanie z uzbrojenia karabinów FR F1 dowództwo armii francuskiej postanowiło zrezygnować z używania nietypowej amunicji 7,5 mm i zastąpić ją amunicją 7,62 × 51 mm NATO. Zgodnie z tą decyzją eksploatowane karabiny maszynowe AAT M52 przebudowano do wersji NF-1. Przebudowane karabiny są użytkowane pod oznaczeniem AA NF-1.
Karabin AA NF-1 nadal pozostaje na uzbrojeniu armii francuskiej.

## Opis
AAT M52 jest zespołową bronią samoczynną. Odrzucie zamka półswobodnego. Opóźnienie otwarcia dwuczęściowego zamka zapewnia niesymetryczna dźwignia. Mechanizm spustowy umożliwia tylko ogień ciągły. Zasilanie taśmowe, taśma rozsypna. AAT M52 posiada lufę szybkowymienną. W komorze nabojowej lufy wykonane są rowki Revellego ułatwiające ekstrakcję łusek. Przyrządy celownicze składają się z muszki i nastawnego celownika krzywiznowego. Dwójnóg karabinu maszynowego AAT M52 jest mocowany do lufy i używany łącznie z regulowaną podporą tylca. Podstawa trójnożna typu M2.